# Wody fluwioglacjalne
Wody fluwioglacjalne – wody spływające z topniejącego lodowca, np. lądolodu. 
W wyniku ich działalności powstają formy fluwioglacjalne: ozy, kemy i sandry, a także powstające z połączenia rozrastających się sandrów równiny sandrowe. Z połączenia wód fluwioglacjalnych i wód z obszarów nielodowcowych powstają pradoliny, o równoleżnikowym przebiegu i kierunku prostopadłym do lodowca.